# Henry Schoenefeld
Henry Schoenefeld (Milwaukee, Wisconsin, 4 d'octubre de 1857 - Los Angeles, Califòrnia, 4 d'agost de 1936) fou un pianista i compositor nord-americà. Estudià en els Conservatoris de Leipzig i Weimar, i des dels setze anys formà part de l'Òpera Simfònica de Milwaukee com a pianista. Dirigí durant onze anys la Germania Männercher, de Chicago, on també dirigí alguns centres d'ensenyança. De les seves composicions destaquen: Rural Symphony, Springtime Symphony, Suite característica, per a orquestra de corda, The Three Indians, escena dramàtica per a baix, cor d'homes i orquestra i d'altres obres de menor importància.